# Widłak goździsty
Widłak goździsty (Lycopodium clavatum L.) – gatunek rośliny z rodziny widłakowatych (Lycopodiaceae). Rośnie szeroko rozprzestrzeniony w strefie umiarkowanej na półkuli północnej oraz na obszarach górskich w strefie międzyzwrotnikowej. W Polsce szeroko rozprzestrzeniony gatunek rodzimy, aczkolwiek tracący stanowiska i podlegający ochronie prawnej. Roślina trująca, ale w tradycji wielu ludów wykorzystywana była i czasem wciąż jest jako lecznicza. Zarodniki (likopodium) były dawniej (współcześnie rzadziej) wykorzystywane szeroko, m.in. jako lubrykant, środek wybuchowy i leczniczy.

## Rozmieszczenie geograficzne
Gatunek o bardzo szerokim rozprzestrzenieniu na półkuli północnej, obecny także na półkuli południowej. Występuje zwłaszcza w strefie umiarkowanej i chłodnej, rzadszy jest w strefie umiarkowanie ciepłej po tropikalną, gdzie spotykany jest tylko na obszarach górskich. Rośnie na wszystkich kontynentach z wyjątkiem Antarktydy i Australii (aczkolwiek obecny jest na Nowej Gwinei). W Azji występuje w rejonie Kaukazu, Kazachstanu, na Syberii, w Mongolii, Korei i Japonii, na południowym wschodzie stwierdzony został w Filipinach, Indonezji, Malezji, Wietnamie i Tajlandii. W Ameryce Północnej i Południowej obecny jest od Alaski po centralną Argentynę i Urugwaj. W Afryce stwierdzony został w licznych krajach zwłaszcza wschodniej i południowej części kontynentu (poza tym w Kamerunie i Gwinei). W Europie jest rozpowszechniony z wyjątkiem regionu śródziemnomorskiego – na południu sięga po środkową Hiszpanię, północne Włochy, Bułgarię i południową Rosję. Północna granica zasięgu jest niejasna odkąd wyodrębniono w randze osobnego gatunku widłaka jednokłosowego Lycopodium lagopus (wcześniej nieodróżnianego, a zastępującego na północy widłaka goździstego).
W Polsce jest szeroko rozprzestrzenionym gatunkiem rodzimym. Częstszy jest na wschodzie, na wyżynach i w górach, w niektórych obszarach rzadki np. w zachodnim Mazowszu czy Pomorzu Szczecińskim. Wiele stanowisk jest historycznych; w XIX i na początku XX wieku w wielu obszarach był bardzo pospolity, a współcześnie rośnie tam rzadko (np. na Dolnym Śląsku).

## Morfologia

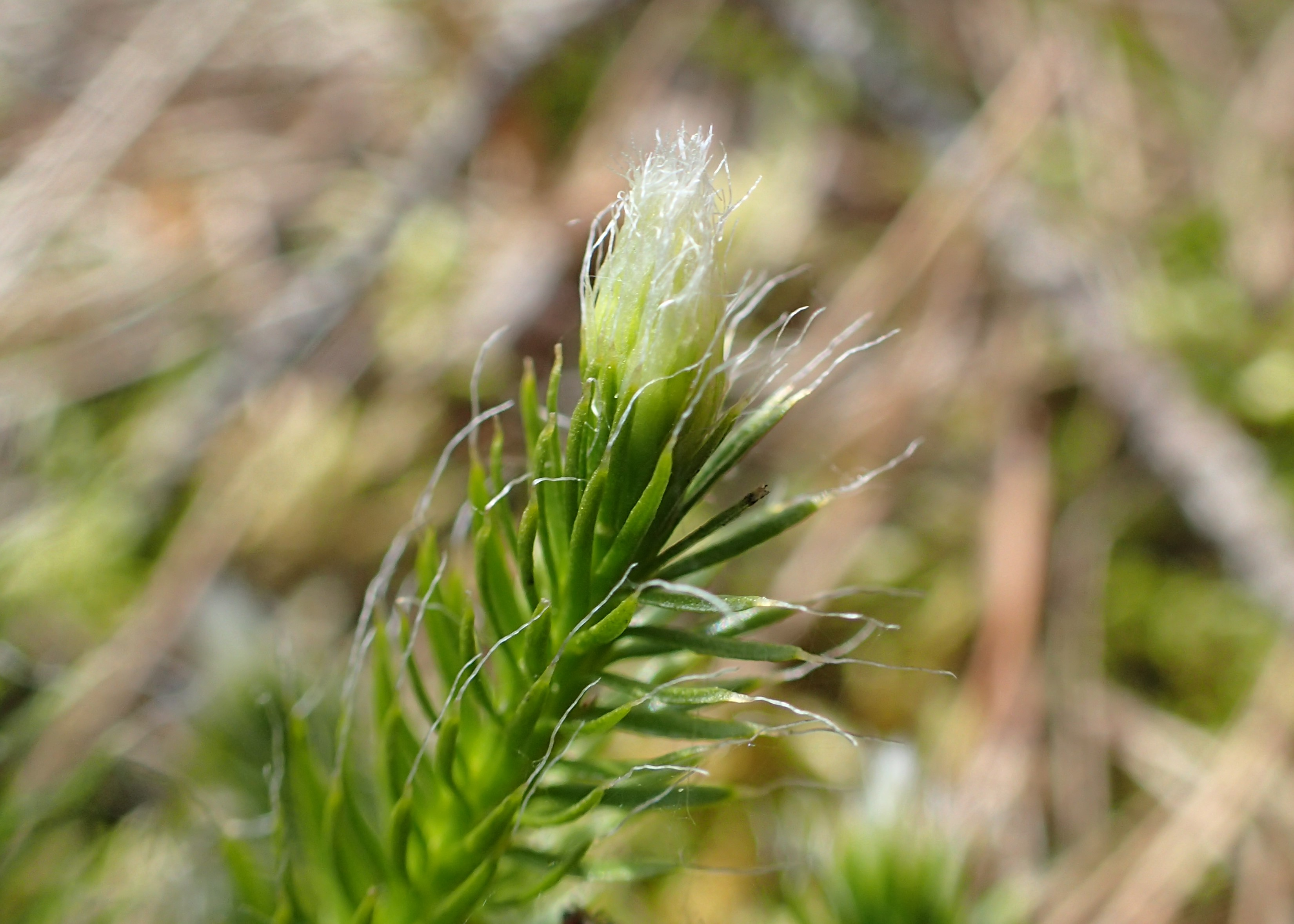
Liście zakończone włoskiem

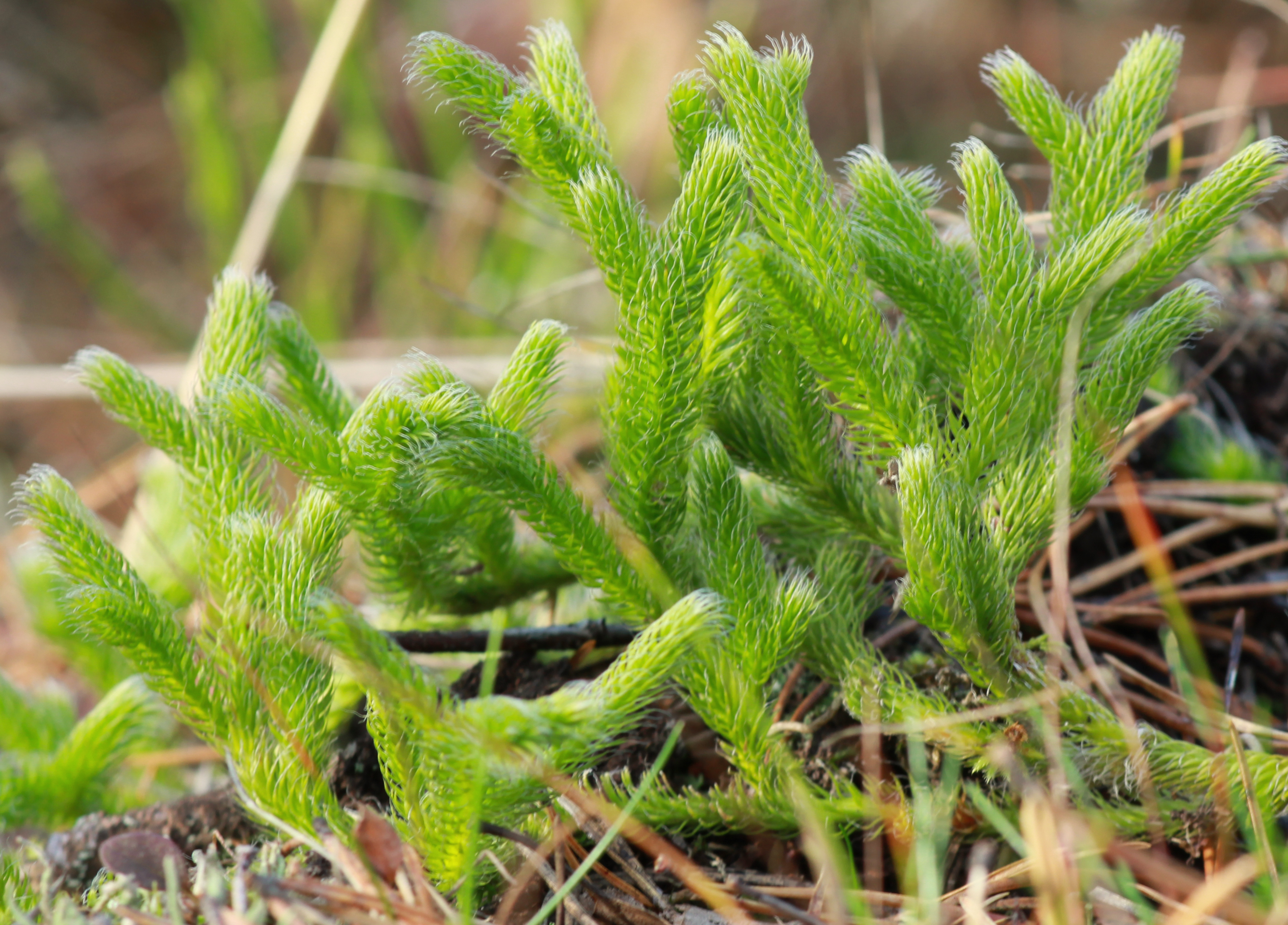
Pędy wzniesione

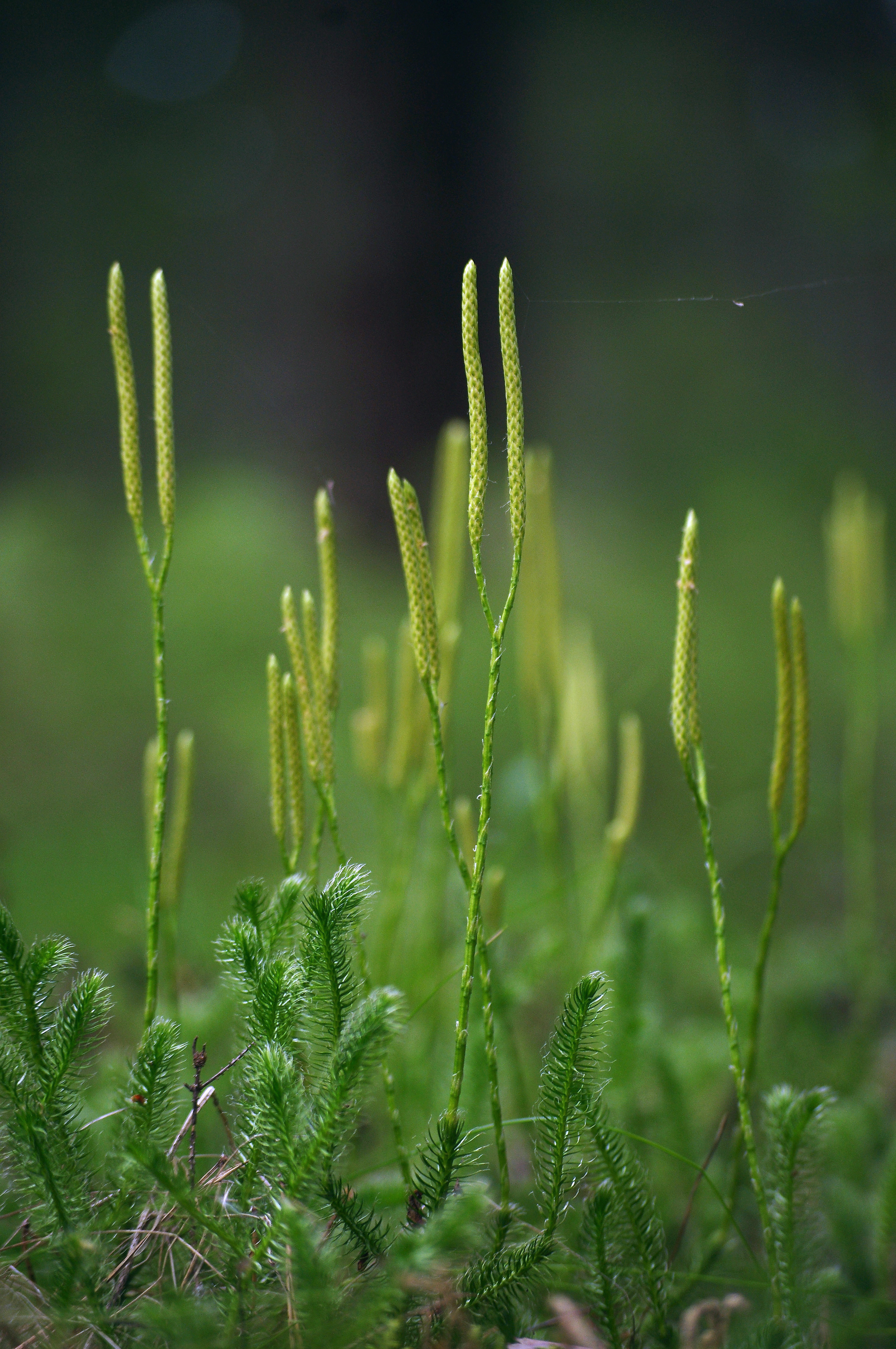
Pokrój rośliny z kłosami zarodnionośnymi

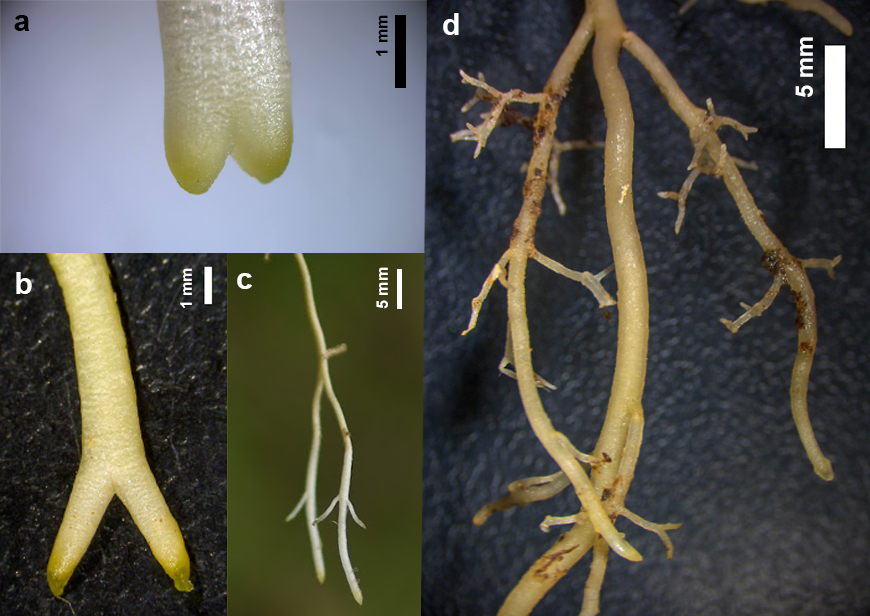
Korzenie

PrzedroślePodziemne, długowieczne, myko-heterotroficzne. Początkowo w postaci odwróconego stożka, rozrasta się wydłużając się i rozszerzając, zwłaszcza w górnej części, która staje się uwypuklona i na brzegu pofałdowana. Boczne ściany przedrośla tworzy warstwa okrywająca z chwytnikami. Na szczycie przedrośla po zazwyczaj 12–15 latach jego rozwoju powstają plemnie (w centrum) i rodnie (na obrzeżu).
Pokrój sporofituJasno- lub żywozielone rośliny zielne o pędach płożących się po ziemi, zakorzeniających się co ok. 10 cm i osiągających do 4 m długości. Rozgałęzienia są odległe. Gęsto ulistnione pędy wznoszące się, zwykle mniej lub bardziej skośnie, rozgałęziają się dychotomicznie 3–6 krotnie i osiągają zwykle 5–15 cm wysokości, rzadziej 30 cm (w strefie międzyzwrotnikowej do 60, a czasem nawet 80 cm wysokości).
Liście (mikrofile)Zróżnicowane na asymilacyjne (zielone) trofofile i sporofile tworzące kłos zarodnionośny. Trofofile są ułożone skrętolegle lub okółkowo. Na pędach płożących liście przylegają lub nieco odstają, są zakrzywione w górę, na pędach wzniesionych liście odstają prostopadle i są słabo łukowato zakrzywione w górę. Mają kształt lancetowaty, długość 3–4 mm i szerokość 1 mm. Blaszki są niewyraźnie ząbkowane, na szczycie wyciągnięte w biały, hialinowy włos o długości 2–3 mm, na starszych liściach wyraźnie brunatniejący i kruchy. Liście letnie są nieco dłuższe od jesiennych i wiosennych.
Kłosy zarodnionośneTworzone są przez sporofile wyrastające wzdłuż osi kłosa i zachodzące na siebie dachówkowato. Sporofile są jajowatotrójkątne, sercowate u podstawy, o długości 3,5 mm i szerokości 1,5–2 mm, na brzegu krótko ząbkowane, często białoobrzeżone, przechodzące na szczycie w krótki kończyk z hialinowym włosem o długości 2–3 mm. Młode sporofile (i cały kłos) są zielone, a dojrzałe jasnożółte. Liście te są 2× dłuższe od zarodni, które mają kształt okrągławonerkowaty i barwę jasnożółtą po dojrzeniu.
Kłosy są walcowate, długości 3–6 cm i średnicy 0,3–0,4 cm. Wyrastają na długiej szypule, równej lub zwykle dłuższej od gęsto ulistnionej części pędu wzniesionego, zwykle 1× dychotomicznie rozgałęzionej na dwie krótkie szypułki zakończone pojedynczym kłosem, rzadziej szypuła jest kilkukrotnie dychotomicznie rozgałęziona i zwieńczona 3–5 kłosami. Czasem też szypuła jest nierozgałęziona i kłos jest pojedynczy. Szypuły są z rzadka skrętolegle ulistnione, dłuższe od kłosów, liście na szypułach są wąskie, drobne, z delikatnie ząbkowanymi brzegami. Kłosy zarodnionośne odpadają po dojrzeniu zarodników.
ZarodnikiTrójkątnokoliste, w położeniu biegunowym osiągają długość ok. 33 μm (waha się ona od 25,5 do 36,0 μm), z trójdzielnym szwem o promieniu (12,0)–17,0–(19,0) μm na biegunie proksymalnym. Urzeźbienie egzyny siatkowate, o niewielkich, regularnie wielobocznych oczkach.
Gatunki podobneWśród środkowoeuropejskich widłaków gatunek ten wyróżnia się kłosami zarodnionośnymi osadzonymi na długich szypułach – zwykle mających ponad 7 cm długości, zawsze dłuższymi od kłosa (wszystkie inne gatunki mają kłosy siedzące lub krótkoszypułkowe). W stanie wegetatywnym wyróżnia się liśćmi zakończonymi włoskiem. Podobne liście ma tylko reliktowy widłak jednokłosowy (Lycopodium lagopus), który jednak ma zwykle pojedynczy kłos, a jeśli dwa to są one siedzące. Jego pędy wzniesione są wyprostowane i rozgałęziają się co najwyżej 3-krotnie (rzadko 4-krotnie).

## Biologia

### Rozwój
Jest to długowieczny chamefit często rozmnażający się wegetatywnie w wyniku klonalnego rozrastania się. Jedna roślina może pokryć wiele m², wydłużając pędy płożące o ok. 10 cm rocznie. Starsze pędy z czasem zamierają i w efekcie stare okazy mogą tworzyć czarcie koło z żywymi pędami dookoła i martwym środkiem. Gatunek należy do widłaków jednakozarodnikowych, tj. w zarodniach po mejozie powstają identyczne zarodniki. Zarodniki dojrzewają latem – od czerwca do sierpnia, czasem do września. Kiełkują po 2–3, czasem nawet po 7 latach. Przedrośla są jednopienne, czyli na jednej roślinie tworzą się zarówno rodnie, jak i plemnie. Rozwój przedrośla od skiełkowania zarodnika do rozwoju organów generatywnych trwa zwykle do 12–15 lat. Po zapłodnieniu (następującym w wodzie) z zygoty rozwija się młody pęd sporofitu. Cały cykl rozwojowy od rozsiania zarodników do powstania rośliny tworzącej zarodnie może trwać 25 lat.

### Fitochemia
Widłak goździsty jest rośliną trującą dla zwierząt, w tym też ludzi. Ziele zawiera szereg alkaloidów (0,3% w suchej masie) i one odpowiadają za działanie toksyczne powodujące podrażnienia błony śluzowej. U zwierząt doświadczalnych porażają one układ nerwowy. Spośród alkaloidów z grupy likopodyny stwierdzono: acetylodihydrolikopodynę, acetylofawcettynę, klawoloninę (8β-hydroksylikopodyna), fawcettynę, flabelliforminę (4α-hydroksylikopodyna), likoklawinę, likodolinę i likopodynę. Z grupy likodyny zawiera: N-demetylo-α-obskurynę, likodynę i α-obskurynę. Z grupy fawcettyminy potwierdzono fawcettyminę i likofleksynę. Poza alkaloidami zawiera także: węglowodany, lipidy, polifenole, triterpeny, flawonoidy (apigeninę) i kwasy fenolowe (wanilinowy, ferulowy, azelainowy, kawowy, syryngowy). 
Zarodniki widłaka goździstego zawierają do 50% oleju (acyloglicerole nienasyconych kwasów tłuszczowych, w tym linolowego), natomiast nie zawierają alkaloidów.

### Genetyka
Liczba chromosomów u diploidów (2n) wynosi 68. Oprócz diploidii występuje triploidia (102 chromosomy) i tetraploidia (136 chromosomów). 

## Ekologia

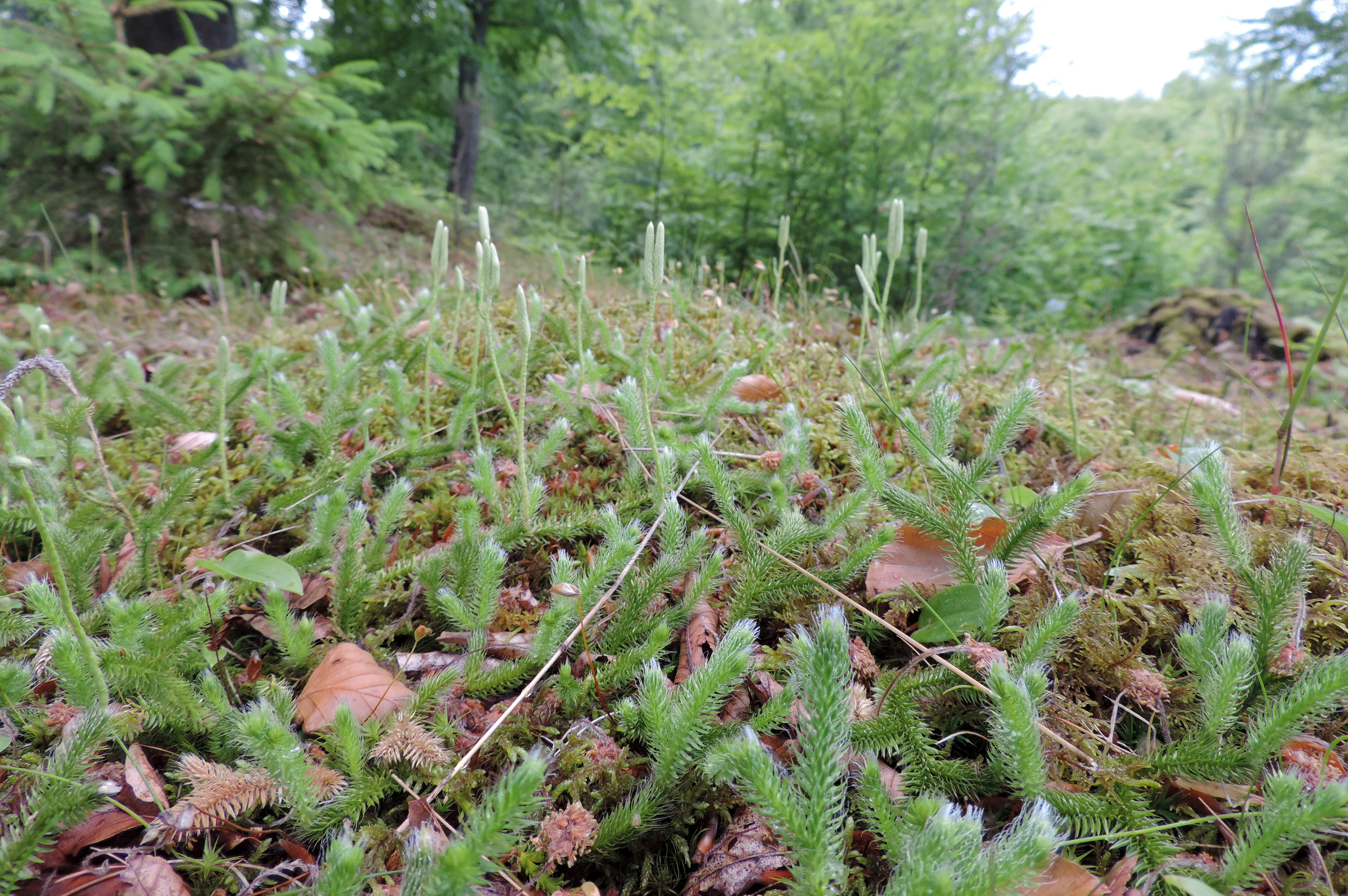
Widłak goździsty w luce drzewostanu liściastego

Widłak ten jest światłolubny, toleruje półcień, rośnie na siedliskach świeżych do okresowo suchych, ubogich (oligo- do mezotroficznych), kwaśnych do słabo kwaśnych, bezwapiennych, na podłożu organicznym po piaszczyste lub kamieniste. Zasiedla wrzosowiska, borówczyska, obrzeża lasów i luki w drzewostanie, przydroża śródleśne, świetliste lasy i luźne bory sosnowe. Uznawany jest za gatunek charakterystyczny dla wrzosowisk i ubogich muraw bliźniczkowych klasy (Cl.) Nardo-Callunetea. W górach występuje po piętro kosodrzewiny (w Sudetach do 1300 m n.p.m., a w Tatrach do 1700 m n.p.m.).
Zarówno sporofity, jak i gametofity tego widłaka tworzą mikoryzę arbuskularną z grzybami kłębiakowymi Glomeromycota (rodzaj Glomus grupa A). W przypadku sporofitów relacja ma charakter symbiozy, a w przypadku gametofitów mykoheterotrofii.

## Systematyka i zmienność
Gatunek jest typowym dla rodzaju widłak Lycopodium.
Cechuje się dużą zmiennością morfologiczną, ale nie przekłada się ona na zróżnicowanie taksonomiczne. Część dawniej wyróżnianych taksonów wewnątrzgatunkowych ma współcześnie rangę osobnych gatunków (np. widłak jednokłosowy Lycopodium lagopus był opisywany jako odmiana L. clavatum var. lagopus) lub nawet odrębnych rodzajów (np. L. clavatum var. natalense to Austrolycopodium aberdaricum). Liczne dawniej opisywane formy i odmiany współcześnie traktowane są za synonimy jednego z dwóch podgatunków.
W obrębie gatunku rangę taksonomiczną mają dwa podgatunki:
- nominatywny L. clavatum subsp. clavatum – występujący w całym zasięgu gatunku z wyjątkiem zachodniej części Ameryki Południowej;
- L. clavatum subsp. contiguum (Klotzsch) B.Øllg. – występujący w górach od Kostaryki po Wenezuelę i Boliwię[3], gdzie rośnie od 2600 do 3800 m n.p.m.[16] Wyróżnia się niemal równoległymi odgałęzieniami pędów wzniesionych, często rozwidlającymi się kłosami zarodnionośnymi[17] i krótkimi szypułkami[18].

## Nazewnictwo
Nazwa rodzajowa Lycopodium została utworzona przez Tabernemontanusa ze złożenia greckich słów lýkos = wilk i pódion = nóżka, co prawdopodobnie było tłumaczeniem nazwy ludowej „wilcza stopa”. Stopę wilka przypominać mają gęsto rozgałęzione i ulistnione pędy. Nazwa gatunkowa clavatum utworzona została z łacińskiego słów clava = maczuga, clavus = gwóźdź, ćwiek, clavatus = maczugowaty, w nawiązaniu do kształtu kłosów zarodnionośnych. W średniowieczu roślina była opisywana przez przyrodników i medyków jako Muscus terrestris (mech ziemny), Muscus clavatus (mech maczugowaty) lub Pes lupi (wilcza stopa). Nazwa naukowa tłumaczona była też na polski i stąd gatunek bywał określany mianem widłaka maczugowatego.
Ze względu na duże znaczenie użytkowe widłak ten miał liczne polskie nazwy ludowe nawiązujące do jego wyglądu albo zastosowań. Ze względu na podobieństwo gęsto ulistnionych pędów do owłosionych łap zwierząt widłak ten nosił nazwy: lwia łapa, łapa niedźwiedzia, wilcze łapy, wilcza stopa, leśne kocie nóżki, wilczy ogon, wilcze typy (po kaszubsku v'ilče tëpë). Pokrój ścielących się pędów tłumaczy takie nazwy jak: czołga, czołoga, włóczęga, widłak włóczka, warkocznica i warkocznik. Ze względu na tworzenie skupisk korzeniących się pędów utrudniających poruszanie się rośliny te zwano od prasłowiańskiego dьržati (dzierżyć, trzymać): dzieracha, dzieraga, dziereza, dzierazna, dzieroza, dzierżęga. Podobieństwem pędów do uzdy tłumaczone są nazwy ludowe i regionalne: lisie uzdy, psie uzdy, wilcze uzdy, uździanka. Ponieważ pędy łaskotały w stopy roślina zwana była też giglakiem i giglokiem. Nazwy tworzone od zastosowań to np.: kołtun, kołtun leśny i psi kołtun (widłak był ludowym lekiem na kołtun). Nazwy takie jak: babimór, babimor i morzybab tłumaczone są zastosowaniem ziela do ochrony przed marami i czarownicami albo stosowaniem jego do wywoływania aborcji, co ze względu na przyjmowane toksyczne dawki mogło wiązać się z powodowaniem śmierci kobiet. Noszenie pędów widłaka w formie pasa jako talizmanu wiązało się z nazywaniem tej rośliny pasem lub paskiem św. Jana, tudzież świętojańskim pasem. Ze względu na wiarę w moc czarodziejską rośliny, stanowiła ona też tabu, którego nazwać po imieniu nie należało, stąd określana była jako: nietota i nicpotem. Roślina też określana była nazwami: stonóg, nicpoń, czarcia drabina (co łączone jest z właściwościami trującymi), pas św. Wawrzyńca (na Wileńszczyźnie). Nazwy ludowe nie były specyficzne dla tego gatunku i używane były także w odniesieniu do podobnego kolcowidłaka jałowcowatego (= widłaka jałowcowatego) Spinulum annotinum.

## Zagrożenie i ochrona
Widłak goździsty bywa na dużą skalę niszczony wskutek zrywania pędów do celów ozdobnych oraz leczniczych. Jeszcze na początku XX wieku całe wozy widłaka zwożono na targi, zwłaszcza w okolicy Wielkanocy, kiedy stosowano je do zdobienia kościołów. Zarodniki widłaka stanowiły w pierwszej połowie XX wieku jeden z cenniejszych surowców eksportowych Polski i skala ich pozyskania była ogromna.
Współcześnie mniejszym problemem jest bezpośrednie niszczenie roślin a większym przekształcanie ich siedlisk. Zagrożenia są skutkiem gospodarki leśnej – zaorywania runa, zalesiania luk i enklaw śródleśnych zmniejszających areał siedlisk ekotonowych, dążenia do równomiernego i pełnego zwarcia drzewostanów, przez co w lasach zmienionych w plantacje brak miejsca dla tego światłolubnego gatunku. Mimo dużych wymagań świetlnych, także nagłe zwiększenie nasłonecznienia i spadek wilgotności następujące po wycince drzew w miejscu występowania widłaka powoduje jego zamieranie. Wraz z nasilaniem się częstości i długości okresów suszy zamierają całe płaty tego gatunku. Zanieczyszczenie środowiska i eutrofizacja działają destrukcyjnie na krytyczną dla rozwoju tego gatunku mykoryzę.
Roślina była objęta w Polsce ścisłą ochroną gatunkową w latach 1946–2014, przy czym dopuszczone było pozyskiwanie kłosów. W 2014 roku zmieniono jej status ochronny i podlega ochronie częściowej. W 2016 roku umieszczony został na polskiej czerwonej liście w kategorii gatunek bliski zagrożenia (near threatened – NT). W skali całej Europy uznawany jest jednak za gatunek najmniejszej troski (least concern – LC).

## Zastosowanie

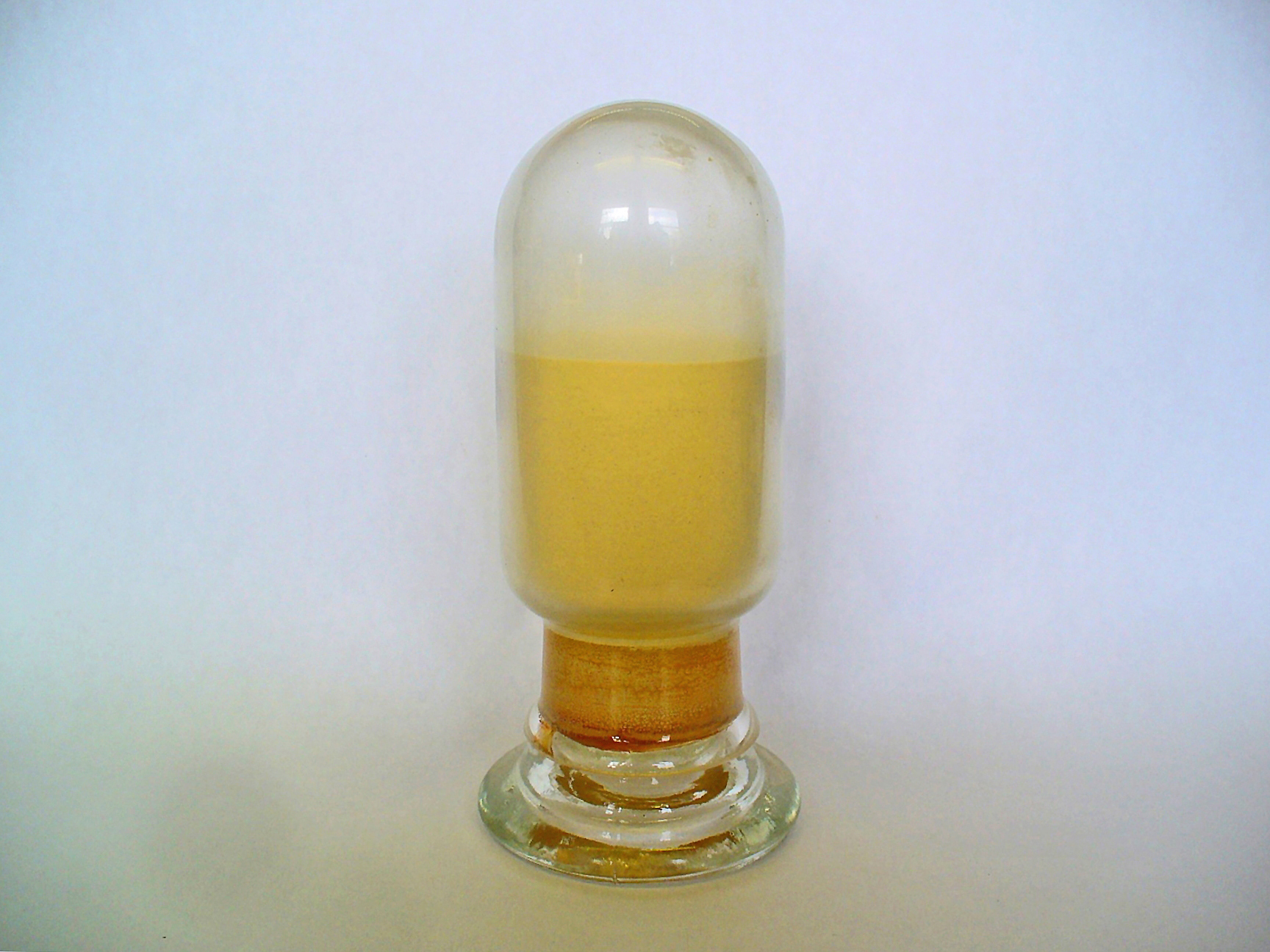
Likopodium

Gatunek jest rośliną leczniczą wykorzystywaną w medycynie tradycyjnej Europy, Azji i Ameryki Północnej. Ze względu na brak tego gatunku w basenie Morza Śródziemnego nie piszą o nim jednak autorzy starożytni, poza Pliniuszem Starszym wspominającym, że druidzi Galów leczyli widłakiem choroby oczu i nosili to ziele przy sobie, jako talizman chroniący przed wszelkimi wypadkami. Na początku XVII wieku Szymon Syreński (Syreniusz) zalecał stosowanie odwaru z ziela wraz z winem przy kamicy nerkowej. Z kolei przy dnie moczanowej stosowano okłady z rozparzonego, zmacerowanego ziela tego gatunku. Inni autorzy piszą o stosowaniu widłaka przy biegunce, bezmoczu, kołtunie, w chorobach wątroby, pęcherzyka żółciowego i układu moczowo-płciowego, przy wypryskach i innych chorobach skóry. Irokezi wierzyli, że gatunek ten wspomaga zajście w ciążę. W Bangladeszu ziele wykorzystywano do leczenia nerek i chorób układu moczowo-płciowego, ale też przy zaburzeniach erekcji.
W XVII wieku udokumentowano stosowanie zarodników tego widłaka jako zasypki dla niemowląt, pudru do ran i przesypki do pigułek. Podobnie do zasypywania ran zarodniki tego gatunku wykorzystywane były przez Indian Ameryki Północnej; mieszkańcy Azji Mniejszej stosowali je przy dolegliwościach skórnych, a w Nepalu stosowane były przy oparzeniach.
Trujące właściwości widłaka wykorzystywano do wywoływania aborcji.
Zarodniki widłaka stosowano także w weterynarii – do leczenia infekcji, chorób płuc i biegunek u bydła. Z kolei suszonym zielem leczono zaparcia u koni.
Współcześnie stosowanie ziela do celów leczniczych nie jest zalecane ze względu na jego właściwości toksyczne i brak dobrze dowiedzionych działań leczniczych. W przypadku pojedynczych składników potwierdzono w badaniach in vitro możliwe działanie hamujące acetylocholinoesterazę. Działanie farmakologiczne zarodników widłaka określane jest jako obojętne.
Ziele wykorzystywane bywa przy wyrobie preparatów homeopatycznych, w tym złożonych, stosowanych przy rozmaitych dolegliwościach.
Wodny wyciąg ze świeżych liści farbuje płótno na kolor żółty, a z liści wysuszonych – na siny i zielony. Zielem widłaka poprawiano wina, które się psować zaczynają.
Zarodniki w postaci proszku – likopodium – używane są lub były m.in. w odlewnictwie do wysypywania form precyzyjnych odlewów oraz w pirotechnice.

## Obecność w kulturze
- Pędy widłaka wkładano na Wileńszczyźnie w postaci opasek lub podkładek pod niemowlęta jako środek chroniący je „od zaczarowania”[5].
- Według wierzeń ludowych pędy widłaka zawieszone pod powałą w dzień Bożego Ciała przeciwstawiały się siłom nieczystym oraz chroniły przed marami nocnymi. Z kolei we wschodniej Polsce i na Ukrainie wierzono, że podrzucenie do domostwa pędu widłaka wprowadza doń kłótnie i niezgodę. Działanie to tłumaczone było rozbijaniem jedności w nawiązaniu do widlastego rozgałęziania się pędów tej rośliny[5].
- Podobnie jak Galowie nosili widłaka jako talizman[27], tak także przynajmniej w Polsce, Czechach i Niemczech wierzono, że opasanie się pędami przynosi szczęście i chroni od złego[19].
- Pędy widłaka były stosowane jako ozdoba koszyków wielkanocnych i jako element palm wielkanocnych. W celu popularyzacji potrzeby ochrony widłaka w konkursach na najpiękniejszą palmę wielkanocną dyskwalifikowano uczestników, którzy wykorzystali go jako ozdobę[30].
- Na Podhalu widłak ten (i inne) stosowane były jako motyw zdobniczy m.in. w snycerstwie i malarstwie na szkle[5].
- Poczta Polska wyemitowała 14 czerwca 1967 r. znaczek pocztowy przedstawiający widłaka goździstego o nominale 4,50 zł, w serii Rośliny chronione. Autorem projektu znaczka był Andrzej Heidrich. Znaczek pozostawał w obiegu do 31 grudnia 1994 r.[31]